# Royal Troon Golf Club
Der Royal Troon Golf Club ist einer der Premium-Golfclubs des Vereinigten Königreichs, der etwas südlich der Stadt Troon in Schottland liegt. Er ist ein Vertreter der für das „Ur“-Golf typischen Links-Plätze und ist seit 1923 Teil des „Rota“ genannten Turnus der Plätze, die die offenen Britischen Golfmeisterschaften (British Open) austragen dürfen.
Der Club verfügt über zwei 18-Loch-Plätze, den direkt an der Küstenlinie liegende, und als Championship-Platz genutzten „Old Course“ und den „Portland Course“, der durch den Old Course vom Strand getrennt ist. Des Weiteren verfügt er über einen 9-Loch-Kurzplatz (Craigend Course) mit Par-3 Löchern.
Südlich des Old Courses schließt sich direkt der Prestwick Golf Club an, der erste Austragungsort der British Open von 1860 bis 1872.

## Turniere

### Gewinner der Open Championship
| Jahr     | Gewinner          | Ergeb. | Ergeb. | Ergeb. | Ergeb. | Ergeb.    | Gewinn (£) |
| Jahr     | Gewinner          | R1     | R2     | R3     | R4     | Total     | Gewinn (£) |
| -------- | ----------------- | ------ | ------ | ------ | ------ | --------- | ---------- |
| 1923     | Arthur Havers     | 73     | 73     | 73     | 76     | 295       | 75         |
| 1950     | Bobby Locke       | 69     | 72     | 70     | 68     | 279 (−9)  | 300        |
| 1962     | Arnold Palmer     | 71     | 69     | 67     | 69     | 276 (−12) | 1.400      |
| 1973     | Tom Weiskopf      | 68     | 67     | 71     | 70     | 276 (−12) | 5.500      |
| 1982     | Tom Watson        | 69     | 71     | 74     | 70     | 284 (−4)  | 32.000     |
| 1989     | Mark Calcavecchia | 71     | 68     | 68     | 68     | 275 (−13) | 80.000     |
| 1997     | Justin Leonard    | 69     | 66     | 72     | 65     | 272 (−12) | 250.000    |
| 2004     | Todd Hamilton     | 71     | 67     | 67     | 69     | 274 (−10) | 720.000    |
| 2016     | Henrik Stenson    | 68     | 65     | 68     | 63     | 264 (−20) | 1.175.000  |
| 2020 (d) | Sophia Popov      | 70     | 72     | 67     | 68     | 277 (−4)  | 675.000    |
| 2024     | Xander Schauffele | 69     | 72     | 69     | 65     | 275 (−9)  | 2.380.000  |

(d):  Die Open Championship der Frauen 2020 wird gezählt, da die The R&A in diesem Jahr kein entsprechendes Turnier für Männer organisiert hat.